# Tonometria
Tonometria é o processo de medição da pressão interna do globo ocular. Esse teste é muito comum em pacientes com suspeita de glaucoma.

## Métodos

### Aplanação
Neste método é medida a força necessária para achatar uma parte determinada da córnea. O paciente repousa o queixo e a testa em suportes e o tonômetro é aproximado até enconstar no olho. O examinador então regula a tensão do tonômetro e efetua as medições.
Uma variante desse método é feita com um aparelho semelhante a um lápis, que toca o exterior do olho e efetua a medição.

### Sem contato
O paciente repousa o queixo em um suporte enquanto o examinador alinha um feixe de luz. Então um breve sopro de ar é jogado contra o olho e a medição é feita com base na mudança da luz refletida pela córnea durante o sopro.